# Tudors de Penmynydd

Brasão de armas de Owen Tudor. Outros ramos dos Tudors de Penmynydd são relatados usando o mesmo design com tinturas diferentes, por exemplo, com um arminho ou um chevron preto.

Os Tudors de Penmynydd ( em galês: Tuduriaid Penmynydd   ) eram uma família nobre e aristocrática, ligada à aldeia de Penmynydd em Anglesey, no norte do País de Gales,  que foram muito influentes na política galesa (e mais tarde inglesa). Desta família surgiu Sir Owen Tudor e, portanto, a dinastia Tudor, que governou o Reino da Inglaterra de 1485 a 1603.  A dinastia Tudor terminou no início do século XVII com a morte de Elizabeth I.

## Origem e primeiras gerações
A família descende de um dos filhos de Ednyfed Fychan (falecido em 1246), o guerreiro galês que se tornou senescal do Reino de Gwynedd no norte do País de Gales, servindo Llywelyn, o Grande, e mais tarde seu filho Dafydd ap Llywelyn. Ele alegou descendência de Marchudd ap Cynan, Senhor de Rhos e "protetor" de Rhodri, o Grande, rei de Gwynedd, fundador de uma das chamadas Quinze Tribos de Gales.
Dos muitos filhos de Ednyfed surgiria uma 'aristocracia ministerial' no norte do País de Gales.  Ele deixou os feudos de Trecastell, Penmynydd e Erddreiniogin, Anglesey para aqueles de seus filhos nascidos de seu segundo casamento com Gwenllian, filha do rei Rhys ap Gruffydd de Deheubarth ; entre esses filhos estava Goronwy (falecido em 1268), fundador da linhagem dos Tudors de Penmynyth. 
Goronwy serviu como senescal do último rei de Gwynedd, Llywelyn ap Gruffudd . Um de seus filhos, Tudur Hen (falecido em 1311), acabaria se submetendo a Eduardo I da Inglaterra e fundou uma Casa Carmelita dos Frades Brancos em Bangor. Na geração seguinte, Goronwy ap Tudur Hen (falecido em 1331), também patrono dos Frades Brancos, foi o pai de Hywel ap Goronwy, arquidiácono de Anglesey, e de Sir Tudur ap Goronwy (falecido por volta de 1367). Eles detinham Trecastell, juntamente com uma parte de Penmynydd e Erddreiniog em Anglesey, além de terras em Cardiganshire. 

## Era Owain Glyndŵr

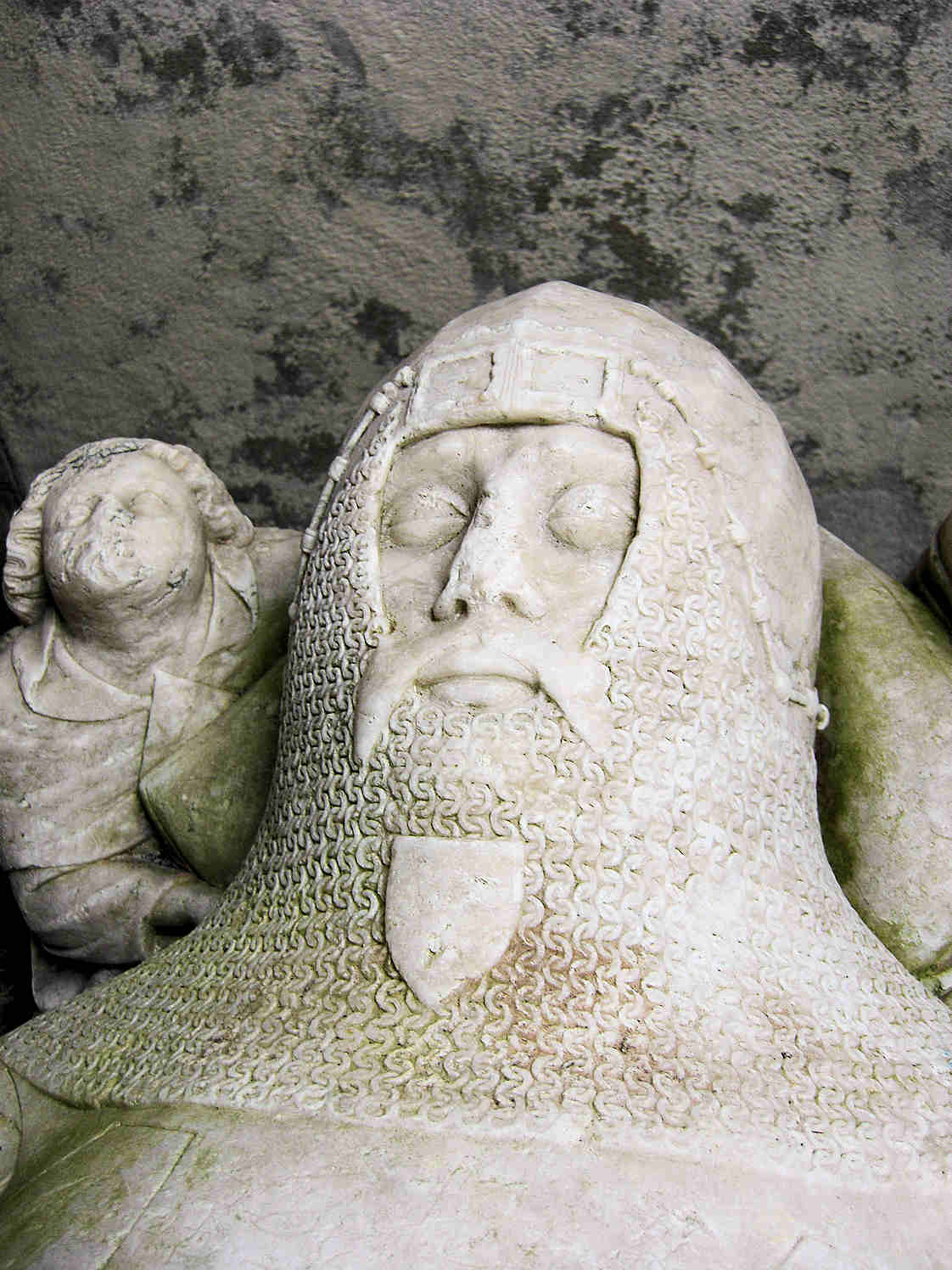
Efígie da tumba de Goronwy ap Tudur, d. 1382, em St Gredifael, Penmynydd

Os filhos de Sir Tudur, o irmão mais velho Goronwy ap Tudur, Forester de Snowdon e Condestável do Castelo de Beaumaris,  e seus irmãos mais novos Rhys ap Tudur e Gwilym ap Tudur, estavam entre a comitiva pessoal de Ricardo II da Inglaterra .  Entretanto, após a queda do rei, Rhys, Gwilym e outro irmão, Maredudd ap Tudur, prestaram lealdade ao rebelde Owain Glyndŵr, sobrinho de uma das esposas de seu pai e descendente dos primeiros príncipes nativos galeses. Rhys foi executado em 1412 em Chester e, após a morte de Glyndŵr, muitas das terras da família foram tomadas pela coroa inglesa. A maioria foi então concedida novamente a outro ramo da linhagem de Ednyfed Fychan, os Griffiths de Penrhyn,  cujo chefe, Gwilym ap Griffith, se casou com a filha de Goronwy, Morfydd. 

## Dinastia Tudor

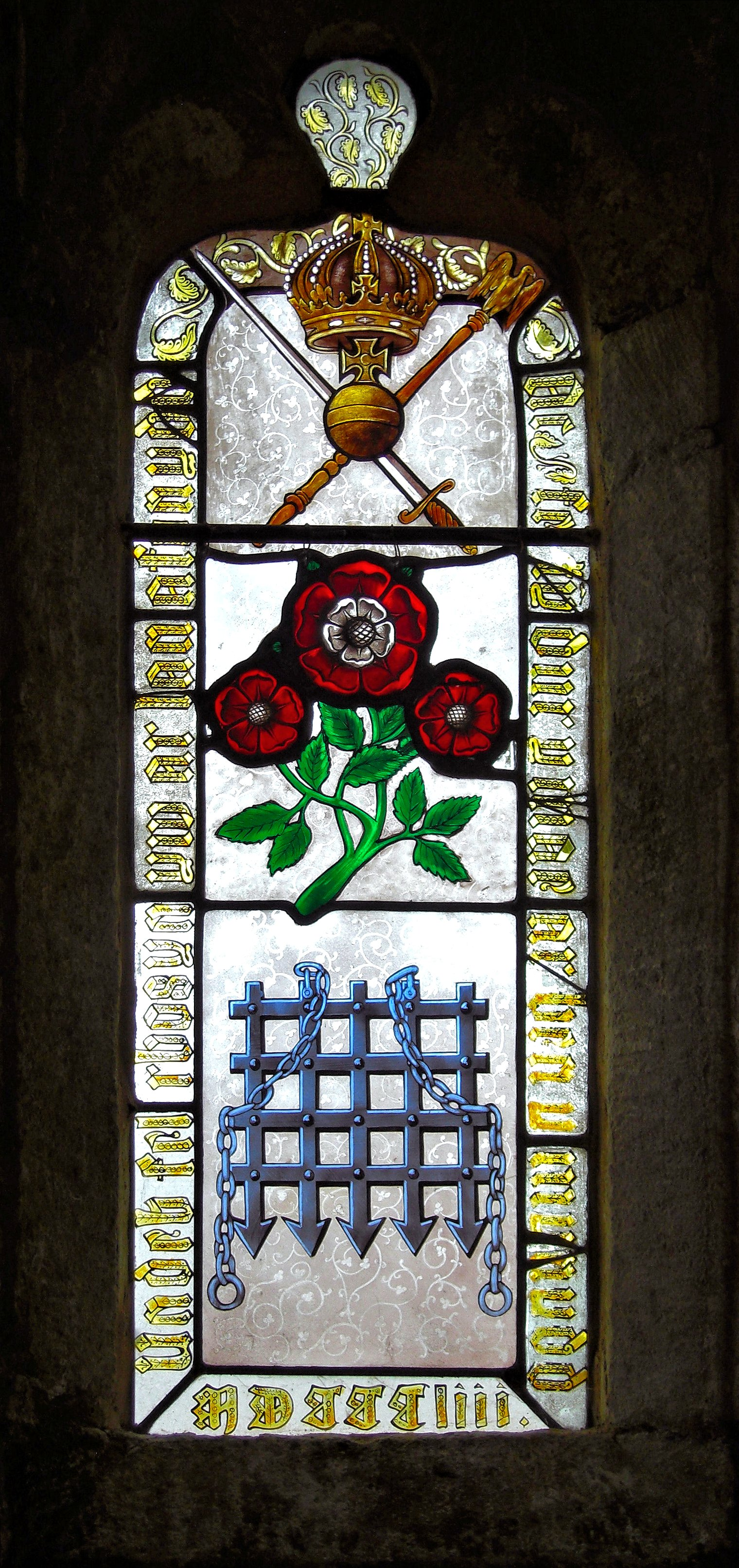
O vitral em Penmynydd.

A família é mais conhecida pelos descendentes de um filho mais novo. Owain Tudur (anglicizado para Owen Tudor ), filho do rebelde Maredudd ap Tudor, tornou-se cortesão e casou-se secretamente com Catarina de Valois, viúva rainha consorte do rei Lancaster, Henrique V. Owen Tudor e Catarina de Valois tiveram dois filhos, Edmund Tudor, 1.º Conde de Richmond (falecido em 1456), e Jasper Tudor, Duque de Bedford e Conde de Pembroke (falecido em 1495). Edmund Tudor foi prometido e casado com Margaret Beaufort (1443–1509), filha de John Beaufort, 1.º Duque de Somerset, um descendente da Casa de Lancaster. Edmund e Margaret tiveram um único filho, Henry Tudor, nascido em 28 de janeiro de 1457 no Castelo de Pembroke, no País de Gales. Ele nasceu postumamente, Edmund Tudor tendo morrido em 1 ou 3 de novembro de 1456. Henrique Tudor cresceu no sul do País de Gales e, após a queda da causa Lancaster, exilou-se na Bretanha . A mãe de Henrique, Margarida, forjou uma aliança entre os lancastrianos despossuídos e os iorquinos descontentes, principalmente Elizabeth Woodville, viúva do rei Eduardo IV, em apoio ao filho, que desembarcou no sul do País de Gales, reuniu mais tropas no País de Gales e nas Midlands e, por fim, derrotou Ricardo III na Batalha de Bosworth em 22 de agosto de 1485, com Henrique se autoproclamando Henrique VII, rei da Inglaterra, no campo de batalha.
Após a batalha, Henrique VII casou-se com Elizabeth de York, filha do rei Eduardo IV, neta de Ricardo Plantageneta, 3º duque de York e a mais velha herdeira sobrevivente da Casa de York e irmã dos príncipes da Torre, Eduardo V e Ricardo de Shrewsbury, 1.º duque de York. Henrique e Isabel tiveram um casamento longo e feliz, tendo dois filhos que sobreviveram à infância, Arthur, Príncipe de Gales, que morreu em 1502 aos quinze anos, e Henrique, talvez o mais famoso dos monarcas Tudor. Henrique VII e Elizabeth também tiveram filhas, Margarida, rainha consorte da Escócia, e Maria, esposa de Luís XII da França . A rainha Elizabeth de York morreu em 1503 após dar à luz sua última filha, Katherine, que não sobreviveu. Henrique VII morreu em 1509; seu filho Henrique assumiu o trono como Rei Henrique VIII.
Henrique VIII acabou se casando com Catarina de Aragão, viúva de seu irmão Arthur; eles tiveram apenas uma filha sobrevivente, a futura Maria I. Após quase vinte e cinco anos de casamento, Henrique, com muitos problemas e causando muita inquietação, anulou seu casamento com Catarina, alegando que o casamento era ilegal por ela ser viúva de seu irmão e, no processo, rompeu com a Igreja Católica Romana. Essa ação deu origem à Reforma Inglesa e ao eventual início da Igreja da Inglaterra. Henrique então se casou com sua amante grávida, Ana Bolena, em 28 de maio de 1533. Ana deu à luz uma filha, a futura Elizabeth I, no dia 7 de setembro seguinte. Em 19 de maio de 1536, Henrique executou Ana por traição e adultério. Henrique então se casou com Jane Seymour em 30 de maio de 1536, e ela deu à luz um filho, Edward, em 12 de outubro de 1537, mas Jane morreu de uma infecção pós-parto em 24 de outubro. Henrique VIII se casou com três mulheres subsequentes: Ana de Cleves em janeiro de 1540, um casamento que foi anulado logo depois; Catarina Howard em julho de 1540, que seria executada por adultério; e Catarina Parr em julho de 1543. Ela sobreviveria a Henrique e criaria Elizabeth antes de sua morte em 1548.
Após a morte de Henrique VIII, seu filho assumiu o trono como Eduardo VI, com seu tio Edward Seymour como Lorde Protetor. Eduardo morreu em 6 de julho de 1553. Antes de sua morte, ele especificou sua sucessão, nomeando como herdeira a adolescente Lady Jane Grey. Neta da irmã de Henrique VIII, Maria, ela havia se casado recentemente com o filho do primeiro-ministro de Eduardo, John Dudley, duque de Northumberland. Ela recebeu, portanto, precedência sobre as meias-irmãs de Eduardo, Maria e Isabel, ambas declaradas ilegítimas pelo Segundo Ato de Sucessão de seu pai, mas readmitidas à sucessão por seu testamento, que também ignorou os descendentes da irmã mais velha de Henrique, Margarida, em favor daqueles de sua irmã mais nova, a avó de Jane, Maria. Jane foi proclamada rainha imediatamente após a morte de Edward, mas Northumberland não conseguiu manter sua posição diante da onda de apoio à meia-irmã do falecido rei como herdeira legítima, e Mary I foi proclamada rainha nove dias depois. Ela seria lembrada como Maria Sangrenta por sua perseguição implacável aos protestantes durante seu reinado. Maria se casou com seu primo Filipe II da Espanha, mas morreu sem descendência em novembro de 1558. O trono então foi para Elizabeth I, filha de Henrique com Ana Bolena, que reinaria por quarenta e cinco anos. Elizabeth nunca se casou e não teve filhos, então a dinastia Tudor morreu com ela em 1603. No total, cinco monarcas Tudor governaram a Inglaterra por 118 anos, mas questões em torno da sucessão real (incluindo casamento, divórcio e direitos de sucessão das mulheres) se tornaram grandes temas políticos durante a era Tudor. Elizabeth seria sucedida por seu primo, Jaime VI da Escócia, que era bisneto da irmã excluída de Henrique VIII, Margarida. Por meio dele, os monarcas ingleses posteriores carregariam sangue Tudor.

## Segunda linha
Após a rebelião de Glyndŵr, as poucas terras restantes da família em Penmynydd continuaram a ser controladas por uma linhagem descendente do irmão mais velho, Goronwy ap Tudur, que morreu em 23 de março de 1382, deixando um filho menor, Tudur, e uma filha Morfydd, esposa de Gwilym ap Griffith de Penrhyn. Gwilym atuou como guardião de seu jovem cunhado e, após a morte deste, as terras passaram para suas próprias mãos.  Após a morte de Morfydd, Gwilym se casou novamente com uma inglesa e ajustou a herança para passar a maior parte das propriedades da família para os filhos dela. No entanto, ele também teve um filho com Morfydd, Tudur ap Gwilym, cujos descendentes manteriam Penmynydd e manteriam um status especial como parentes reconhecidos dos monarcas Tudor. Seu filho, Owain, adotaria o sobrenome Tudor.  Ele teve três filhos, William, John e Richard Owen ap Tudor Fychan, o último eventualmente sendo o herdeiro da família em Penmynydd; mais tarde ele aparece como Richard Owen Theodor  (ou Theodore   ). Ele foi seguido em Penmynydd por um filho e um neto, ambos chamados Richard, um dos quais serviria como xerife de Anglesey em 1565 e 1573.  O terceiro Richard foi sucedido por seu irmão David Owen Theodor (falecido em 1624), cujo próprio filho Richard serviu como xerife de Anglesey em 1623.  Ele era pai de outro Richard Owen Theodor, o quinto, nascido em 27 de maio de 1611,  que se tornou xerife em 1657 e morreu em 1665.   Seu filho, o último Richard Owen Theodor (1645-1669), morreu sem deixar descendentes. A herdeira imediata deste último Richard foi sua irmã Margaret Owen Theodor, esposa de Coningsby Williams de Glan-y-gor, e após sua morte sem filhos, Penmynydd passou por sua tia, Mary Owen Theodor, esposa de Rowland Bulkeley de Porthamel, para seu filho Francis, cujos modos dissolutos o forçaram a vender a herança a um primo de Bulkeley.  